# La Fille du péché
Pour plus de détails, voir Fiche technique et Distribution.
La Fille du péché ou Ouragan sur la Louisiane (Lady from Louisiana) est un film américain réalisé par Bernard Vorhaus, sorti sur les écrans en 1941.

## Synopsis
John Reynolds est un avocat engagé par la ligue contre les jeux et principalement la loterie. Alors qu'il se rend à La Nouvelle-Orléans pour remplir sa tâche, il fait la connaissance sur le show-boat d'une jeune femme qu'il séduit. En arrivant, il découvre que sa conquête s'appelle Julie Mirbeau, et qu'elle est la fille du général Mirbeau, le patron de la dite loterie contre laquelle il va devoir lutter. La jeune fille tente de le raisonner et d'abandonner, elle-même ne croyant pas son père coupable. Mais, un certain Blackie Williams, associé de Mirbeau, est en réalité le vrai coupable des malversations, et il est aussi très attiré par Julie. Tout va se précipiter, lors de l'assassinat d'un gagnant du 1er prix de la loterie...

## Fiche technique
- Titre original : Lady from Louisiana
- Titre français : Ouragan sur la Louisiane
- Titre belge : La Ville du péché
- Réalisation : Bernard Vorhaus
- Scénario : Vera Caspary, Michael Hogan, Guy Endore
- Direction artistique : John Victor MacKay
- Costumes : Adele Palmer
- Photographie : Jack A. Marta
- Montage : Edward Mann
- Musique : Mort Glickman
- Production associée : Bernard Vorhaus
- Société de production : Republic Pictures
- Société de distribution : Republic Pictures
- Pays de production :  États-Unis
- Langue originale : anglais
- Format : noir et blanc — 35 mm — 1,37:1 — son Mono (RCA Sound System)
- Genre : drame
- Durée : 82 minutes
- Dates de sortie : 
  - États-Unis : 22 avril 1941
  - France : 21 mars 1947

## Distribution
- John Wayne : John Reynolds
- Ona Munson : Julie Mirbeau
- Ray Middleton : Blackie Williams
- Henry Stephenson : Général Mirbeau
- Helen Westley : Blanche Brunot
- Jack Pennick : Cuffy Brown
- Dorothy Dandridge : Felice
- Shimen Ruskin : Gaston
- Jacqueline Dalya : Pearl
- Paul Scardon : Juge Wilson
- James H. MacNamara : Sénateur Cassidy
- James C. Morton : Littlefield
- Maurice Costello : Edwards

Acteurs non crédités :
- Howard C. Hickman : Juge William Harding
- Harry Holman : le maire de La Nouvelle-Orléans

## Sortie vidéo
Le film sort pour la première fois en Blu-ray en mars 2020, avec en bonus une présentation du film par Patrick Brion.